# Beyond Appearances
| 전문가 평가                   | 전문가 평가   |
| 평가 점수                     | 평가 점수     |
| 출처                          | 점수          |
| ----------------------------- | ------------- |
| Allmusic                      | [ 1 ]         |
| Rolling Stone                 | (unfavorable) |
| The Rolling Stone Album Guide | [ 3 ]         |

《Beyond Appearances》는 1985년에 발매된 미국의 라틴 록 밴드 산타나의 열네 번째 스튜디오 음반이다.

## 배경
이 음반은 만드는 데 7개월이 걸렸고 카를로스 산타나, 가수 알렉스 리거트우드, 타악기 연주자 아르만도 페라자, 라울 레코우, 오레스테스 빌라토를 제외한 이전 음반과 거의 다른 라인업인 《Shangó》 (1982년)가 여전히 이 밴드에 속해 있었다. 이것은 가수 그렉 워커가 1979년에 떠났고 1983년에 돌아온 《Inner Secrets》 이후 산타나와 함께한 첫 번째 음반이었다. 그 결과, 이 밴드에는 그 당시 두 명의 보컬리스트가 있었다. 또한 베이시스트 알폰소 존슨이 1984년에 합류한 이 그룹과 함께한 두 개의 음반 중 첫 번째 음반이었고, 드럼에 체스터 톰슨과 키보드에 데이비드 샌시어스가 참여한 유일한 음반이었다. 또한 키보드에 체스터 톰슨이 함께한 첫 번째 음반이었고, 그는 2000년대까지 이 밴드에 남아 있었다. 이 음반은 같은 밴드와 같은 레코드에 두 명의 체스터 톰슨이 있는 것으로 유명하다.
음악적으로 신시사이저와 드럼 머신을 많이 활용하면서 1980년대 스타일을 확고히 했다.
《Beyond Appearances》는 빌보드 200 차트에서 50위에 그치는 등 비교적 저조한 성적을 거두었고, 수록곡 중 하나인 〈Say It Again〉은 빌보드 핫 100 차트에서 46위에 올랐다(비록 《빌보드》 메인스트림 록 트랙 차트에서 더 좋은 성적을 거두며 15위에 올랐다).

## 곡 목록
| #  | 제목                | 작사·작곡                                       | 재생 시간 |
| -- | ------------------- | ----------------------------------------------- | --------- |
| 1. | 〈Breaking Out〉    | 알폰소 존슨, 알렉스 리거트우드                  | 4:30      |
| 2. | 〈Written in Sand〉 | 미첼 프룸, 제리 스탈                            | 3:49      |
| 3. | 〈How Long〉        | 로비 패튼                                       | 4:00      |
| 4. | 〈Brotherhood〉     | 데이비드 샌시어스, 카를로스 산타나, 체스터 톰슨 | 2:26      |
| 5. | 〈Spirit〉          | 존슨, 리거트우드, 라울 레코우                   | 5:04      |

| #  | 제목                          | 작사·작곡                                    | 재생 시간 |
| -- | ----------------------------- | -------------------------------------------- | --------- |
| 1. | 〈Say It Again〉              | 발 가레이, 스티브 골드스타인, 안토니 라 포우 | 3:27      |
| 2. | 〈Who Loves You〉             | 산타나, 톰슨, 오레스테스 빌라토              | 4:06      |
| 3. | 〈I'm the One Who Loves You〉 | 커티스 메이필드                              | 3:17      |
| 4. | 〈Touchdown Raiders〉         | 산타나                                       | 3:08      |
| 5. | 〈Right Now〉                 | 리거트우드, 산타나                           | 5:58      |